# Skiinternat Furtwangen
Im Skiinternat Furtwangen Baden-Württemberg GmbH (nachfolgend SKIF genannt) im Schwarzwald erhalten junge Spitzensportler der baden-württembergischen Skiverbände neben der Ausbildung an einer der Furtwanger Schulen zusätzlich die sportliche Ausbildung. Die jungen Sportler ab etwa 15 Jahren bauen sich eine berufliche Existenz auf und erhalten gleichzeitig eine individuelle Leistungssportförderung in den Disziplinen Biathlon, Skilanglauf, Nordische Kombination und Skispringen. Es soll verhindert werden, dass sich die jungen Sportler nur dem Sport widmen und dann am Ende der Sportkarriere vor dem beruflichen Nichts stehen.

## Geschichte
Die ersten Pläne für das Skiinternat des badischen Sportfunktionärs Fredy Stober (1910–2010) stammen aus den 1970er-Jahren. Die Eröffnung fand 1984 statt.
Der Deutsche Sportbund hat dem sehr effektiv und erfolgreich arbeitenden Sportinternat 1998 das begehrte Prädikat einer „Eliteschule des Sports“ verliehen. Der Deutsche Sparkassen- und Giroverband leistet mit der Förderung der Eliteschule des Sports einen wichtigen Beitrag zur Zukunftssicherung des SKIF.
Im Jahr 2006 wurde das Skiinternat Furtwangen als einer von 365 Orten ausgewählt, die Deutschland im Rahmen der Aktion „Land der Ideen“ vertraten.
Das Internat war von der Gründung an im Don-Bosco-Heim der Salesianer Don Boscos untergebracht. Nach deren Weggang zum 30. September 2010 wurde das Haus von der Skiinternat Furtwangen Baden-Württemberg GmbH übernommen, an der die Stadt Furtwangen, die Stiftung OlympiaNachwuchs des Landes Baden-Württemberg und der Internationale Bund IB beteiligt sind. Es handelt sich dabei um ein Wohnheim für Auszubildende und Berufsschüler. Hier werden auch die jungen Sportler von den Mitarbeiterinnen und Mitarbeitern des Internationalen Bundes IB betreut. Dazu gehört die Unterbringung und volle Verpflegung ebenso wie die pädagogische Betreuung der Jugendlichen.

## Sportliche Betreuung
Im SKIF befinden sich verschiedene Trainingsräume sowie eigene Büros für den Trainerstab. Angestellt sind hier für jede Disziplin mehrere Fachtrainer, meist ehemalige Spitzensportler. In den Trainingsräumen im Skiinternat erfolgt das Grundtraining.
Erfolgreich wirken dabei auch die SBW Leistungssport GmbH und der Olympiastützpunkt Freiburg-Schwarzwald mit, um die sportliche Seite optimal bei der Betreuung und dem Schulbesuch zu gewährleisten. Der Olympiastützpunkt Freiburg unterstützt das SKIF mit seinen Serviceleistungen im sportmedizinischen und sportwissenschaftlichen Bereich sowie seiner Laufbahnberatung.
Daneben trainieren die Sportler auf verschiedenen Trainingsanlagen der Region, die häufig für einen ganzjährigen Betrieb ausgelegt sind: z. B. auf den Sprungschanze in Hinterzarten, auf der Biathlon-Strecke in Schönwald oder im alpinen Leistungszentrum am Feldberg. Dazu kommen für die Sportler je nach Kader (die Besten gehören zur Junioren-Nationalmannschaft oder gar zur Nationalmannschaft in der jeweiligen Sportart) noch Lehrgänge an nationalen und internationalen Trainingszentren.

## Schulische Betreuung
Neben Sportausbildung und Wettkämpfen besuchen die Sportler örtliche Schulen:
- Das Otto-Hahn-Gymnasium mit Realschule[2]
- Die Robert-Gerwig-Schule als berufliche Schule mit einer Staatlichen Berufsfachschule (dazu gehört auch die von Robert Gerwig gegründete Uhrmacherschule), eine Gewerbeschule, ein Berufskolleg und ein technisches und ein Wirtschafts-Gymnasium
- An der Hauptschule sind Schüler des SKIF
- Auch die Hochschule Furtwangen steht hier zur Verfügung.

Betreuungslehrer an den Schulen versorgen die Sportschüler während ihrer Abwesenheit täglich über Fax oder Internet mit dem Schulstoff. Dieser wird von Tutoren geliefert; das sind Mitschüler, die den Unterricht mitschreiben und versandfertig abliefern. Dazu kommt noch spezieller Förderunterricht.

## Auswahl an Absolventen
- Stefanie Böhler (Skilanglauf) – Silber bei Olympia 2006 und zweimal Vize-Juniorenweltmeisterin
- Sven Hannawald (Skispringen) – Skiflug-Weltmeister und Olympiasieger
- Simone Hauswald (Biathlon) – Juniorenweltmeisterin und Europameisterin in der Staffel
- Alexander Herr (Skispringen) – Bronzemedaille im Team bei der Skiflug-WM 2006.
- Georg Hettich (Nordische Kombination) – Olympiasieger (Gold, Silber, Bronze) 2006
- Hansjörg Jäkle (Skispringen) – Olympiasieger 1994 im Teambewerb
- Frank Höfle (nordischer Sport der Behinderten) – 14-facher Olympiasieger bei Paralympics
- Kathrin Hitzer (Biathlon) – zweifache Europameisterin und mehrfache Deutsche Meisterin
- Martin Schmitt (Skispringen) – Olympiasieger, zweifacher Sieger im Gesamtweltcup, zweifacher Sieger im Skiflug-Weltcup und vierfacher Weltmeister
- Thorsten Schmitt (Nordische Kombination) – Silbermedaille bei der WM 2003 in der Staffel
- Simon Schempp (Biathlon) – Vierfacher Weltmeister, zweimal Silbermedaille und eine Bronzemedaille bei Olympia